# Arzneimittelverzeichnis
Arzneimittelverzeichnisse sind Kataloge, welche die Gesamtheit oder einen Teil der für die ärztliche, tierärztliche oder zahnärztliche Therapie sowie der für die Selbstmedikation verfügbaren Medikamente auflisten.

## Deutschland
Die bekanntesten Druckwerke unter den Arzneimittelverzeichnissen in Deutschland sind die Rote Liste und die Gelbe Liste. Unter den elektronischen Ausgaben (Software) sind außerdem verschiedene kommerzielle Datenbanken wie die Scholz-Datenbank, die Lauer-Taxe und diverse ifap-Datenbanken zu nennen. Online-Versionen der kommerziellen Kataloge sind in der Regel über ein Passwort nur für Fachkreise zugänglich. Das Internetportal PharmNet.Bund ermöglicht allen Bürgern freien Zugriff auf Teile der in den Datenbanken der Arzneimittelbehörden enthaltenen Arzneimittelinformationen, die über das Deutsche Institut für Medizinische Dokumentation und Information verfügbar gemacht werden.
Basis der Arzneimittelverzeichnisse sind in Deutschland die Inhalte des ABDA-Artikelstamms und weitere ergänzende Datenbanken:
- Lauer-Taxe: Verzeichnis von Arzneimitteln, Medizinprodukten und apothekenüblichen Waren, die in Deutschland für den Handel zugelassen sind und von der LAUER-FISCHER GmbH herausgegeben und 14-täglich aktualisiert wird.
- Rote Liste: Verzeichnis von Arzneimitteln, das auf Angaben der Arzneimittelhersteller beruht und von der Rote Liste Service GmbH herausgegeben wird
- Gelbe Liste: Verzeichnis von Arzneimitteln, das auf Angaben der Arzneimittelhersteller beruht und von der Medizinische Medien Informations GmbH MMI in Neu-Isenburg herausgegeben wird
- Graue Liste: Liste homöopathischer Arzneimittel (GOVI-Verlag, Eschborn)
- Lila Liste: Liste der deutschen Tierarzneimittel (Rudolf Petrausch (Hrsg.), Delta medizinische Verlagsgesellschaft mbh)
- ZAK – Zugelassene Arzneimittel für Kinder: Informiert über Arzneimittel, die für Kinder, vom Neugeborenen bis zum Jugendlichen, zugelassen sind. Herausgeber ist die Hexal Foundation gGmbH
- VETIDATA: veterinärmedizinische Informationsplattform für Arzneimittel, Arzneimittelanwendung, Toxikologie und Arzneimittelrecht
- Rosa Liste: Zusammenstellung aller bei Lebensmittel liefernden Tieren erlaubten Wirkstoffe
- Arzneimittelkursbuch: Verzeichnis von rund 17.000 Arzneimitteln mit Bewertungen, das von der A.T.I. Arzneimittelinformation Berlin GmbH in Berlin herausgegeben wird
- BARSOI Liste: Verzeichnis tiermedizinischer Medikamente, einschließlich homöopathischer Medikamente, und tiermedizinischer Futtermittel; online, auf CD oder in gedruckter Form, herausgegeben von BARSOI System GmbH
- ABDA-Datenbank in pharmazie.com: Verzeichnis aller deutschen Medikamente, einschließlich homöopathischer und pflanzlicher Medikamente; online oder auf CD, herausgegeben von der DACON GmbH
- ABDA-Artikelstamm (Taxe) in pharmazie.com: Preisvergleiche deutscher Medikamente mit Transparenzliste AVWG und Rabattvereinbarungen; online herausgegeben von der DACON GmbH.

## Österreich
In Österreich hat das Bundesamt für Sicherheit im Gesundheitswesen laut § 27 Arzneimittelgesetz das Arzneispezialitätenregister zu führen und ein Internetportal zu dessen Online-Abfrage zu betreiben.
- Austria-Codex: umfasst alle in Österreich zugelassenen humanen und veterinären Arzneispezialitäten (inklusive nicht lieferbaren Medikamenten)

## Schweiz
Seit dem 1. Januar 2013 müssen alle Arzneimittelinformationen in der Schweiz über das Arzneimittelinformationspublikationssystem (AIPS) publiziert werden. Dort sind Fach- und Patienteninformationen sowohl online verfügbar als auch als XML-Dateien herunterladbar. Daneben gibt es das Arzneimittel-Kompendium der Schweiz und diverse, unter der Marke INDEX vertriebene Varianten einer Stammdatenbank für bestimmte Anwendergruppen wie Ärzte, Apotheken, Spitäler oder Kostenträger zur Integration in Informatik-Systeme.

## Europäische Union
Für die Europäische Union und den Europäischen Wirtschaftsraum gibt es mit EudraPharm ein zentrales Verzeichnis der Europäischen Arzneimittel-Agentur.

## Vereinigtes Königreich
Im Vereinigten Königreich, aber auch international, sind bedeutend:
- British National Formulary (BNF)
- British National Formulary for Children (BNFC): Verzeichnis speziell für Kinder